# Homoeogryllus xanthographus
Homoeogryllus xanthographus är en insektsart som beskrevs av Guérin-Méneville 1847. Homoeogryllus xanthographus ingår i släktet Homoeogryllus och familjen syrsor. Inga underarter finns listade i Catalogue of Life.